# Oecanthus antennalis
Oecanthus antennalis är en insektsart som beskrevs av Liu, Xiangwei, Haisheng Yin och Wei Ying Hsia 1994. Oecanthus antennalis ingår i släktet Oecanthus och familjen syrsor. Inga underarter finns listade i Catalogue of Life.